# Fürth
Thành phố Fürth (Đức phát âm: [fʏɐ̯t]) nằm ở phía bắc Bayern, Đức trong khu vực hành chính (Regierungsbezirk) Trung Franconia. Thành phố tiếp giáp với thành phố lớn Nuremberg, các trung tâm của hai thành phố cách nhau chỉ 7 km.
Fürth, Nuremberg và Erlangen, cùng với một số thị trấn nhỏ hơn, hình thành "Vùng đô thị Trung Franconia", đó là một trong 23 "trung tâm lớn" của Bayern và là một trong 11 vùng đô thị Đức.
Fürth tổ chức kỷ niệm nghìn vào năm 2007, khu vực này được đề cập đến đầu tiên là vào ngày 1 tháng 11 năm 1007.